# Du vet var jag finns
"Du vet var jag finns" är en svensk poplåt från 1968 skriven av Peter Himmelstrand.
Towa Carson medverkade med låten i Melodifestivalen 1968 där den slutade på tredje plats med 15 poäng. Låten släpptes som singel 1968 av RCA Victor med "Lika barn leka bäst" som B-sida. Singeln spelades in under februari och mars 1968 i Europafilm Studio, Stockholm med Mats Olssons orkester. Låten tog sig in på Svensktoppens tionde plats den 19 maj 1968 och stannade en vecka på listan.
Låten spelades in av Mats Olsson 1971 för dennes studioalbum Mats Olsson spelar Peter Himmelstrand. År 1994 spelade Anne-Lie Rydé in låten för sitt album Prima donna! samt gav ut den som CD-singel. Låten tog sig in på Svensktoppen 1994 där den stannade fyra veckor mellan den 21 maj och 11 juni. Den nådde femte plats som bäst.

## Låtlista

### Towa Carson 1968
Sida A
1. "Du vet var jag finns"

Sida B
1. "Lika barn leka bäst"

### Anne-Lie Rydé 1994
1. "Du vet var jag finns"
2. "Du vet var jag finns" (New Age Version)